# Mesapamea vilis
Mesapamea vilis là một loài bướm đêm trong họ Noctuidae.